# لويس أنطونيو روبلس سواريز
لويس أنطونيو روبلس سواريز (بالإسبانية: Luis Antonio Robles)‏ هو محامي وسياسي كولومبي، ولد في 24 أكتوبر 1849 في كولومبيا، وتوفي في 22 سبتمبر 1899 في بوغوتا في كولومبيا. حزبياً، نشط في الحزب الليبرالي الكولومبي. وقد انتخب عضو مجلس النواب الكولومبي.